# Dziennik cwaniaczka: Droga przez mękę
Dziennik cwaniaczka: Droga przez mękę (ang. Diary of a Wimpy Kid: The Long Haul) – amerykański film z 2017 roku w reżyserii Davida Bowersa, będący czwartą częścią serii filmowej Dziennik cwaniaczka.
Film został negatywnie odebrany zarówno przez publiczność jak i przez krytyków. Serwis Rotten Tomatoes przyznał mu wynik 18%.

## Obsada
| Postać           | Aktor              | Polski dubbing     |
| ---------------- | ------------------ | ------------------ |
| Greg Heffley     | Jason Drucker      | Antoni Scardina    |
| Frank Heffley    | Tom Everett Scott  | Radosław Pazura    |
| Susan Heffley    | Alicia Silverstone | Dorota Chotecka    |
| Rodrick Heffley  | Charlie Wright     | Karol Osentowski   |
| Manny Heffley    | Dylan Walters      | Leon Pontek        |
| Rowley Jefferson | Owen Asztalos      | Bruno Skalski      |
| Brodacz          | Chris Coppola      | Andrzej Konopka    |
| Żona Brodacza    | Kimberli Lincoln   | Agnieszka Kudelska |
| Mac Digby        | Joshua Hoover      | Jarosław Boberek   |

## Fabuła
Rodzinna wyprawa rodziny Heffleyów, którzy wyruszają na 90. urodziny babci, zmienia się w szaloną jazdę, gdy Greg postanawia wykorzystać okazję i zahaczyć po drodze o zlot fanów gier wideo.